# モデラー
モデラー（Modeler、3D modeling software）はコンピュータソフトウェアの一種で、3DCADや3DCGのデータを可視形状にするアプリケーションのこと。
数学的データ（メタデータ）で構成される形状データは、効率向上のため、作業中はワイヤーフレームのような暫定的な可視形状で出力される。モデラーはそれらのデータをもとにモデリングするソフトウェアである。

## ポリゴンモデラーとスプラインモデラー
形状データに3角形面あるいは4角形面以上の多角形面のみを利用するものをポリゴンモデラーと呼び、他方ベジエ曲線（曲面）やNURBSカーブ、NURBSサーフェイスといったスプライン曲線を利用するものをスプラインモデラーと呼ぶ。ポリゴンモデルはゲームのようなリアルタイム描画APIを利用するアプリケーションや、人体や動物のような有機形状の作成に向いている。スプラインモデルは工業製品のような精度の高いカーブが要求される場合やブーリアン操作（形状の切り取り、穴空けなど）に向いている。

## モデラーとレンダラー
モデラー上での作業中に表示されるプレビューはあくまで簡易的なものであり、プレビューには主にOpenGLやDirect3Dといったリアルタイム描画APIによる局所照明が使用される。モデラーにより作成された形状データを使用して、レイトレーシングやラジオシティなどの厳密な光源計算手法を用いて静止画像や動画を作成するには、別途レンダラーと呼ばれるソフトウェアを使う必要がある。3ds MaxやMaya、Softimageのような統合3DCGソフトでは、モデラーとレンダラーの機能が統合されていることが多い。

## 3次元モデラーの例

### 製造業向け3次元モデラー
- Dassault Systèmes
  - CATIA
- PTC
  - Creo (「Pro/ENGINEER」と「CoCreate Modeling」(旧:One Space Designer)が融合したCADパッケージ)
- Siemens PLM Software
  - NX・I-DEAS
- SolidWorks
  - SolidWorks
- オートデスク
  - Autodesk Product Design Suite・Autodesk Inventor・AutoCAD Inventor LT Suite
- Robert McNeel & Associates（日本での販売元はアプリクラフト株式会社である。）
  - Rhinoceros
- Nemetschek Vectorworks（日本での販売元はエーアンドエー株式会社である。）
  - Vectorworks Designer
- Think3
  - Thinkdesign
- Treatstock
- 日本ユニシス・エクセリューションズ
  - CADMEISTER
- 富士通（開発は富士通の子会社「iCAD株式会社」）
  - ICAD/SX

### その他の主なモデラー
- 六角大王
- LightWave 3D（Modeler）
- Metasequoia
- 排他的な3Dモデルの開発